# 純情カレンな俺達だ!
『純情カレンな俺達だ!』（じゅんじょうカレンなおれたちだ!）は、西山優里子による日本の漫画作品。『週刊少年マガジン』（講談社）で2008年40号から2009年13号まで連載されていた。バレーボールを題材としたスポーツ漫画である。同作者による漫画作品『Harlem Beat』と舞台設定を共有しており、同作品の登場人物も出演している。

## 登場人物
本田玲
1年。JOC選抜の天才セッターであり、将来を嘱望されるほどの実力の持ち主。しかし、性格に問題があり、自己中心的で「コートのなかでゲームを組み立てているのは俺だ、ぐだぐだぬかすな!」と言い放ち、または「コマ（アタッカー）は俺の言うこと聞いてればいいんだよ!」と豪語するほどである。これらの言動は中学のバレー部の顧問やチームメイトからも注意されており、そのためにバレー部を追放された。その時に偶然、「春高、国体、インターハイ優勝は数知れず」という高校バレー界最強チームの推薦入部者選抜テストパンフレットを発見し、選抜テストを受けること決意する。そこには沖縄出身のヤンキーがいた。
大沢勝太
沖縄県出身の1年。跳力があり、相手の強力なブロックをもはね飛ばす強力なアタックを撃つことができるアタッカーである。アフロ頭の容姿と米兵とケンカするなどの過去をもっていることからコザのアシバー（訳すと沖縄市の不良）として恐れられているが、内心はやさしい一面を持つ。沖縄時代に練習そっちのけで面倒を見ていたため試合でトスをあげてもらえずに敗れたことに激怒し、試合終了後に県バレー協会幹部の息子だった選手を殴り飛ばしてしまい、沖縄のバレー界から追放されてしまった。

## 単行本
- 第一巻：ISBN 978-4063840704
- 第二巻：ISBN 978-4063840926
- 第三巻：ISBN 978-4063841299